# Tubulikirkbya
Tubulikirkbya is een geslacht van uitgestorven kreeftachtigen uit de klasse van de Ostracoda (mosselkreeftjes).

## Soorten
- Tubulikirkbya beckeri Kozur, 1985 †
- Tubulikirkbya fuldaensis (Shaver & Smith, 1974) Kozur, 1985 †
- Tubulikirkbya hispanica (Becker, Bless & Sanchez De Posada, 1977) Kozur, 1985 †
- Tubulikirkbya krecigrafi (Becker, 1978) Kozur, 1985 †
- Tubulikirkbya oertlii Kozur, 1991 †
- Tubulikirkbya visnyoensis Kozur, 1985 †